# Беліменко Костянтин Дмитрович
Костянтин Дмитрович Беліменко (нар. 6 серпня 1994, Пісочин, Харківська область, Україна — пом. 20 березня 2022, Маріуполь, Донецька область, Україна) — український військовик, сержант-інструктор (розвідник) 2-го відділення 1-ї бойової групи групи розвідки спеціального призначення полку «Азов» Національної гвардії України.
Учасник російсько-української війни, активний учасник Революції гідності у Києві, учасник бою на Римарській у Харкові. Відомий також за позивним «Іслам».

## Життєпис
Народився 6 серпня 1994 року у селищі Пісочин на Харківщині. Навчався у школі № 39 міста Харків. Після закінчення дев'яти класів — у Харківському державному автотранспортному коледжі, після закінчення якого — у Харківському національному університеті будівництва й архітектури.
Займався спортом, активно тренувався. З дитинства займався боротьбою, самбо, дзюдо, пізніше — тайським боксом, а також в останні роки — кудо. Виступав на обласних та всеукраїнських змаганнях з тайського боксу та кікбоксингу, займав призові місця на всеукраїнському рівні. Один з активних уболівальників, належав до ультрас харківського футбольного клубу «Металіст», учасник колективу Nord Side Firm.
У 2013—2014 роках активно брав участь у Революції гідності у Києві і в Харкові. Учасник бою на Римарській у Харкові у ніч проти 15 березня 2014 року, відстоював будівлю «Просвіти» під час атак сепаратистів та проросійських бойовиків.

Думав про подальшу військову кар'єру:
Хочу обрати кращий факультет і виш. А ще хочу і знаю куди піду на факультет психології, хочу захистити диплом магістра, а потім спробувати написати дисертацію.
Планував весілля з нареченою Ольгою Черненко влітку 2022 року.

### Служба

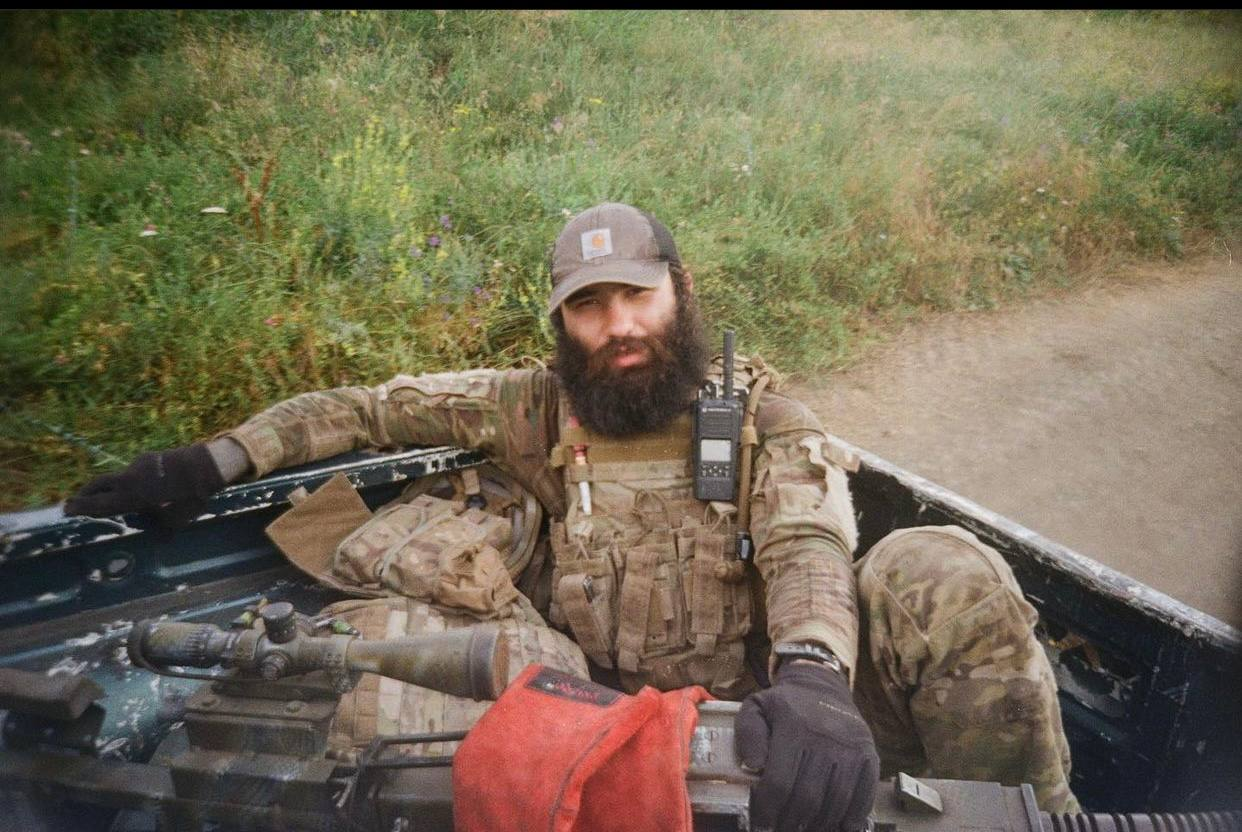
Костянтин Беліменко під час служби в полку НГУ «Азов»

Проходив службу в окремому загоні спеціального призначення «Азов» в/ч 3057 з 23 червня 2014 року. Брав участь у боях за звільнення Мар'їнки. 4 серпня 2014 року отримав осколкові поранення нижніх кінцівок внаслідок вибуху радіокерованого фугасу:
«Ми з побратимами майже останніми з батальйону заходили в Мар'їнку. Рухалися за МТ-ЛБ. Позаду стояв український танк, який відпрацьовував по будівлі. Танк вистрілив у будівлю, за секунду-дві відбувся вибух радіокерованого фугасу). Відносно МТ-ЛБ, за яким ми рухалися, фугас знаходився попереду справа. Судячи з всього МТ-ЛБ частину осколків та вторинних елементів прийняв на себе. Але практично всі люди, які стояли з правої сторони за МТ-ЛБ, отримали поранення, у тому числі і Костя»[джерело?].
Після поранення отримав допомогу побратимів з фанатських рухів Черкас та Миколаєва. Пройшовши процес лікування та реабілітації залишався активним учасником «Азовського» руху.
З 2020 року повернувся до служби, де був інструктором (розвідником) 2-го відділення 1-ї бойової групи розвідки спеціального призначення полку «Азов» в/ч 3057 НГУ.

### Обставини загибелі
Загинув у ближньому бою під час штурму однієї з позицій під час боїв за Маріуполь 20 березня 2022 року разом з другом та побратимом — молодшим сержантом-інструктором з водіння 1-го відділення 1-ї бойової групи групи розвідки спеціального призначення ОЗСП «Азов» Євгеном «Малим» Єщенко.
Прощання відбулося 30 серпня 2022 року в Київському крематорії. Похований 3 вересня 2022 в селищі Пісочин.
4 грудня 2022 року від артилерійського обстрілу в районі населеного пункту Біга Гора поблизу Бахмута загинув батько Кості — Беліменко Дмитро Михайлович.
12 червня 2023 померла кохана Костянтина Ольга, з якою він планував одружитися влітку 2022 року.

## Нагороди
- Медаль «Захисник Маріуполя» (25 листопада 2015);
- Медаль «Операція об'єднаних сил»;
- Відзнака Президента України «За участь в антитерористичній операції»;
- Орден «За мужність» III ступеня (2022, посмертно) — за особисту мужність і самовіддані дії, виявлені у захисті державного суверенітету та територіальної цілісності України, вірність військовій присязі, зразкове виконання службового обов'язку.

## Увічнення пам'яті
В кінці лютого 2023 року у київському Палаці спорту відбувся «Матч Пам'яті» полеглих воїнів за свободу України, які за життя відзначилися участю у різних футбольних вболівальницьких рухах країни. Матч відбувся між хокейними командами «Кременчук» і «Сокіл», що грали під звичними номерами, але з позивними загиблих військових на російсько-українській війні. Київський «Сокіл» вийшов у синьо-білих джерсі, які мали елементи пікселя, а «Кременчук» — червоно-чорних з вишиванкою. Окрім того, на рукавах джерсі були шеврони фанатських угрупувань. Ім'я Костянтина «Іслама» Беліменко тримала команда «Сокіл».
У майбутньому символічні джерсі планується виставити на аукціон, а виручені кошти з реалізації підуть на підтримку родин полеглих захисників України.
В травні 2023 року виконавчий комітет Харківської міської ради підтримав встановлення низки меморіальних дощок, зокрема й на честь Беліменко. В кінці серпня того ж року на будівлі харківської гімназії № 39, в якій навчався Костянтин Беліменко, було встановлено меморіальну в його пам'ять.
У серпні 2023 року військовик полку «Азов» на псевдо «Тейваз» отримав як подарунок від головного редактору сайту The Brothers Brick Ендрю Бікрафт, який є знаним розробником історично обґрунтованих конструкторів на військову тематику, LEGO-фігурки його побратимів, що загинули в Маріуполі. Серед них присутня й модель Костянтина «Іслама» Беліменко. «Тейваз» отримав їх після боїв за «Азовсталь» і виходу з російського полону, в якому провів 354 дні.